# 唐人
唐人與唐話（語言）和唐山（地域）概念對應。原指唐朝在九州地区的百姓，主要指稱漢族，後常被用來指稱漢族及華人。北方草原民族又稱之「桃花石」。
在明朝之後，得知國外有稱中國為唐人的異稱，於是出現海外移民稱唐人的現象。清代的廣東人，閩南人，福州人與客家人在移居海外時，常會稱自己為「唐人」，或稱來自「唐山」，因此這些移民的聚居地被稱為唐人街。在中華民國成立後，受到中國民族主義及中華民族思想的影響，「華人」的稱呼被廣泛使用，使得「唐人」一詞有式微的傾向。

## 漢代與唐代
据基因研究指出，現代北方漢族人的父系遺传結構至遲在3000年前已奠定。
日本學者岡田英弘、川本芳昭與森安孝夫等人認為，由於與北方胡人文化混合，因此唐朝時的漢人，與漢朝時的漢人在文化定義上已有不同，形成了新的文化特性，因此可稱唐代漢族為唐族。

## 歷史
在唐朝之前，「秦人」與「漢人」等詞被用於稱呼汉族及其後裔。
到了唐代，由於舉國文化的開放程度有所提升，中國漢人與外國通商日益頻繁，再加上其國力的強盛，使得大唐帝國的一切在海外均被以「唐」字加稱，如「唐人」、「唐語」、「唐字」、「唐山」等等，並延續至今。當時的文人沈亞之在「進士策問」中，就以「唐人」來稱呼中國人。《新唐書》、元代《島夷志略》、《明史》等書皆有使用過「唐人」作為當時漢人之稱呼。
日本直到安土桃山时代，仍以「唐土」或「唐國」來稱呼明朝。清代康熙年間，王士禛任職禮部之時，荷蘭與暹羅（大城王国）等國家仍然稱呼中國人為「唐人」。

## 海外僑民代稱
唐代以來，閩粵港口貿易興起，與西洋交通最頻密，而自稱大唐人。另一種說法是「唐人」為清朝閩粵人對清朝海禁令不滿，流亡後自稱唐人。唐人普遍指代海外華人，又衍生「唐人街」一詞 (China Town，直譯「中國城」)。「華人」一詞在海外普遍不如「唐人」常用。
日本在19世紀中期之後稱中國人為「唐人」。由於歷史原因，印尼官方一直稱呼華人作，直翻為「支那人」，此一稱呼被印度尼西亞華人普遍認為是一種歧視的象徵。為了修補及改善與當地華人的關係，印尼政府於2014年頒布法令，改稱華人作，發音取自於福建話「中華」。